# 아리요시 사오리
아리요시 사오리(일본어: 有吉 佐織, 1987년 11월 1일 ~ )는 일본의 여자 축구 선수이다.

## 국가대표팀 경력
그녀는 2012년 알가르브컵에 참가할 일본 국가대표팀에 발탁되었으며, 2월 29일 노르웨이와의 경기에서 데뷔했다.2014년과 2018년 AFC 여자 아시안컵 우승, 2018년 아시안 게임 금메달 획득. 2015년 FIFA 여자 월드컵에도 출전, 준우승에 기여했다. 그녀는 2019년까지 국제 A매치 통산 65경기에 출전, 1득점을 넣었다.

## 통계
| 일본 | 일본 | 일본 |
| 연도 | 출전 | 득점 |
| ---- | ---- | ---- |
| 2012 | 5    | 0    |
| 2013 | 8    | 0    |
| 2014 | 17   | 0    |
| 2015 | 12   | 1    |
| 2016 | 7    | 0    |
| 2017 | 0    | 0    |
| 2018 | 14   | 0    |
| 2019 | 2    | 0    |
| 합계 | 65   | 1    |